# Даян Бейкър
Даян Бейкър (на английски: Diane Baker) е американска актриса и продуцент. 

## Биография
Родена е на 25 февруари 1938 г. в Холивуд, Лос Анджелис, Калифорния. Израснал в Северен Холивуд и Студио Сити, Калифорния. Тя е дъщеря на Дороти Хелън Харингтън, която се появява в няколко ранни филма на Братя Маркс, и продавача на автомобили Клайд Луций Бейкър. Даян Бейкър има две по-малки сестри - Патриша и Черил.  през 1956 г., след като завършва гимназията на 18-годишна възраст, се премества в Ню Йорк, за да учи актьорско майсторство с Чарлз Конрад и балет с Нина Фонароф.

## Избрана филмография

### Кино
| Година | Филм                             | Оригинално заглавие                | Роля             | Режисьор       |
| ------ | -------------------------------- | ---------------------------------- | ---------------- | -------------- |
| 1959   | Дневникът на Ани Франк           | The Diary of Anne Frank            | Марго Франк      | Джордж Стивънс |
| 1959   | Най-доброто от всичко            | The Best of Everything             | Ейприл Морисън   | Жан Негулеско  |
| 1959   | Пътешествие до центъра на Земята | Journey to the Center of the Earth | Джени Линденбрук | Хенри Ливайн   |
| 1964   | Марни                            | Marnie                             | Лил Мейнуоринг   | Алфред Хичкок  |
| 1965   | Мираж                            | Mirage                             | Шийла            | Едуард Дмитрик |

### Телевизия
| Година    | Филм    | Оригинално заглавие | Роля       | Бележки |
| --------- | ------- | ------------------- | ---------- | ------- |
| 1964-1969 | Коломбо | Columbo             | Джоан Клей |         |